# Michaił Zielonkin
Michaił Michajłowicz Zielonkin (ros. Михаил Михайлович Зелёнкин, biał. Міхаіл Міхайлавіч Зялёнкін, ur. 20 września 1920 w Rudzieńsku, zm. 14 czerwca 1991 w Mińsku) – radziecki lotnik wojskowy, major lotnictwa, Bohater Związku Radzieckiego (1946).

## Życiorys
Urodził się w białoruskiej rodzinie. Skończył szkołę malarską w Witebsku, później pracował w fabryce w Mińsku, gdzie w 1939 ukończył aeroklub. 
Od 1940 służył w Armii Czerwonej, w 1941 skończył wojskową szkołę lotniczą w Batajsku, uczestniczył w wojnie z Niemcami, w tym od grudnia 1941 do maja 1942 jako lotnik 274 pułku lotnictwa myśliwskiego na Froncie Kalinińskim. Brał udział w operacji rżewsko-wiaziemskiej, 1942-1943 był pilotem i dowódcą klucza 1 zapasowego pułku lotniczego w Arzamasie, zajmował się nauczaniem lotników myśliwskich, w maju 1943 wrócił na front jako zastępca dowódcy eskadry 813 pułku lotnictwa myśliwskiego na Froncie Zachodnim, uczestniczył w operacji smoleńskiej. Od października 1943 dowodził eskadrą w 263 pułku lotnictwa myśliwskiego, w składzie którego walczył na 1 Froncie Białoruskim, biorąc udział w operacji białoruskiej latem 1944. W sierpniu 1944 został dowódcą klucza 156 pułku lotnictwa myśliwskiego na 1 i 2 Froncie Białoruskim, uczestniczył w walkach na terytorium Polski, operacji wschodniopruskiej i pomorskiej. Do sierpnia 1944 wykonał 218 lotów bojowych, strącił w walkach powietrznych osobiście 20 i w grupie 3 samoloty wroga, za co 25 sierpnia 1944 został przedstawiony do odznaczenia Złotą Gwiazdą Bohatera Związku Radzieckiego. Łącznie podczas wojny wykonał 264 loty bojowe, w 45 walkach powietrznych strącił osobiście 28 i w grupie 3 samoloty wroga. 
Po wojnie służył w Północnej Grupie Wojsk stacjonującej w Polsce, w grudniu 1945 został zwolniony do rezerwy w stopniu starszego porucznika. 
W 1954 ukończył Białoruski Instytut Gospodarki Narodowej, pracował jako malarz, w 1965 został członkiem Związku Malarzy ZSRR. W 1975 otrzymał stopień majora.

## Odznaczenia
- Złota Gwiazda Bohatera Związku Radzieckiego (15 maja 1946)
- Order Lenina (1946)
- Order Czerwonego Sztandaru (dwukrotnie, 1943 i 1945)
- Order Suworowa III klasy (1943)
- Order Wojny Ojczyźnianej I klasy (dwukrotnie, 1944 i 1985)
- Order Czerwonej Gwiazdy (1943)
- Medal „Za zwycięstwo nad Niemcami w Wielkiej Wojnie Ojczyźnianej 1941–1945”
- Medal „Za wyzwolenie Warszawy”
- Medal „Za zdobycie Berlina”
- Medal „Weteran pracy”